# Memnonia
Memnonia és una característica d'albedo a la superfície de Mart, localitzada amb el sistema de coordenades planetocèntriques a -19.78 ° latitud N i 210 ° longitud E. El nom va ser aprovat per la UAI l'any 1958 i fa referència a la Terra de Mèmnon, rei de Pèrsia i Etiòpia.